# Stradella (Niedermeyer)

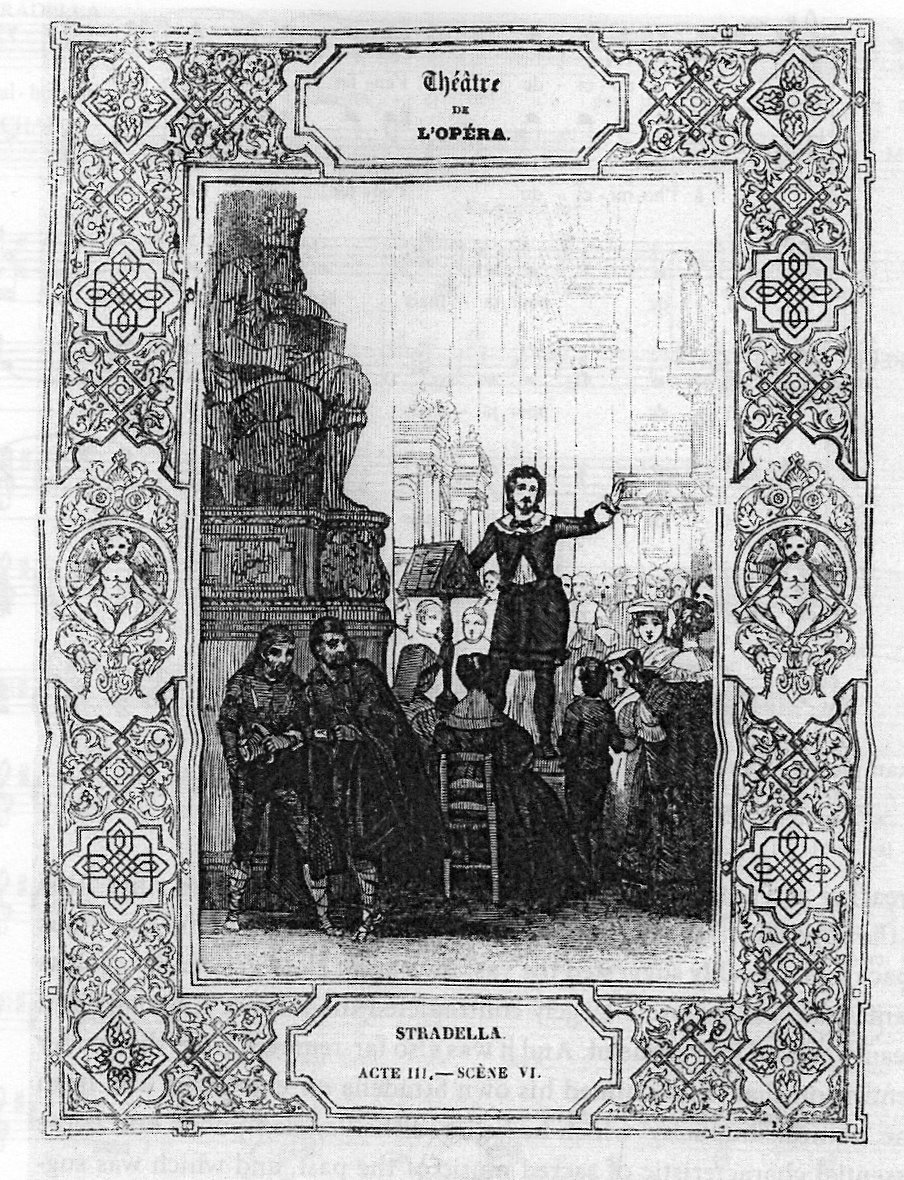
Stradella sjunger sin hymn 'Pleure, Jérusalem' i akt III av operan. Okänd konstnär

Stradella är en Grand Opéra i fem akter med musik av Louis Niedermeyer till libretto av Emile Deschamps och Émilien Pacini. Texten bygger på en högst romantiserad version av kompositören Alessandro Stradellas liv (1639–1682). Operan hade premiär på  Parisoperan den 3 mars 1837.

## Bakgrund
Berättelsen i operan är skapad utifrån den fantasifulla legenden som den berättades av Pierre Bourdelot i sin 1715 Histoire de la musique. Intresset för Stradella i Paris hade börjat stiga under 1830-talet efter att musikern François-Joseph Fétis hade inkluderat en aria (tillskriven Stradella men komponerad av Fétis själv) i en av sina konster 1833; melodin blev snabbt väldigt populär. I juli 1836 hade tidskriften Revue et gazette musicale, ledd av Maurice Schlesinger, publicerat ett alster av Jules Janin, Stradella, or the Poet and the Musician, som 'publicistisk försmak' (Schlesinger skulle komma att ge ut Niedermeyers partitur 1837). En månad före Niedermeyers opera spelades en vaudeville med musik av Friedrich von Flotow på samma tema: Alessandro Stradella.
Operan var Niedermeyers första försök med en grand opéra. De ledande rollerna sjöngs av två av Parisoperans bästa sångare, Adolphe Nourrit och Cornélie Falcon, som bägge två befann sig på toppen av sina karriärer. Men det skulle visa sig bli några av deras sista framträdanden på Paris operascen.
Falcon tappade rösten fullständigt under andra föreställningen av Stradella på Parisoperan i mars 1837. När Nourrit som Stradella frågade henne "Demain nous partirons – voulez-vous?" var Falcon oförmögen att sjunga sin replik "Je suis prête", svimmade och bars ut från scenen av Nourrit. Hector Berlioz, som befann sig i salongen, beskrev stämningen som "hesa ljus liknande dem från ett barn med krupp, visslande toner som snabbt tonade ut likt dem hos en flöjt fylld av vatten". Hennes karriär återhämtade sig aldrig från katastrofen och efter 1840 framträdde hon aldrig mer inför publik. Nourrit gav en avskedsföreställning i april 1837 av Stradella och senare samma år reste han till Italien där han begick självmord 1839.
Operan fick blandad kritik. I ett brev var Berlioz mer öppenhjärtig än vad han skulle varit i en recension: "Inom några dagar måste jag hitta på ett sätt att skriva överseende nonsens om ett förskräckligt icke-verk kallat Stradella, av vilken jag bevistade en repetition i går afton på Opéran. Tusen orsaker tvingar mig att, trots att det är inte snällt av en person i min position, skriva ner en ung kompositör [Niedermeyer] som under en längre tid har befunnit sig på samma teater som jag. Men jag måste varna dig att inte tro ett ord av vad jag säger." Operan reviderades för Gilbert Duprez som tog över titelrollen från Nourrit 1837, och fick en framgångsrik nypremiär 1840 i en treaktsversion. 

## Personer

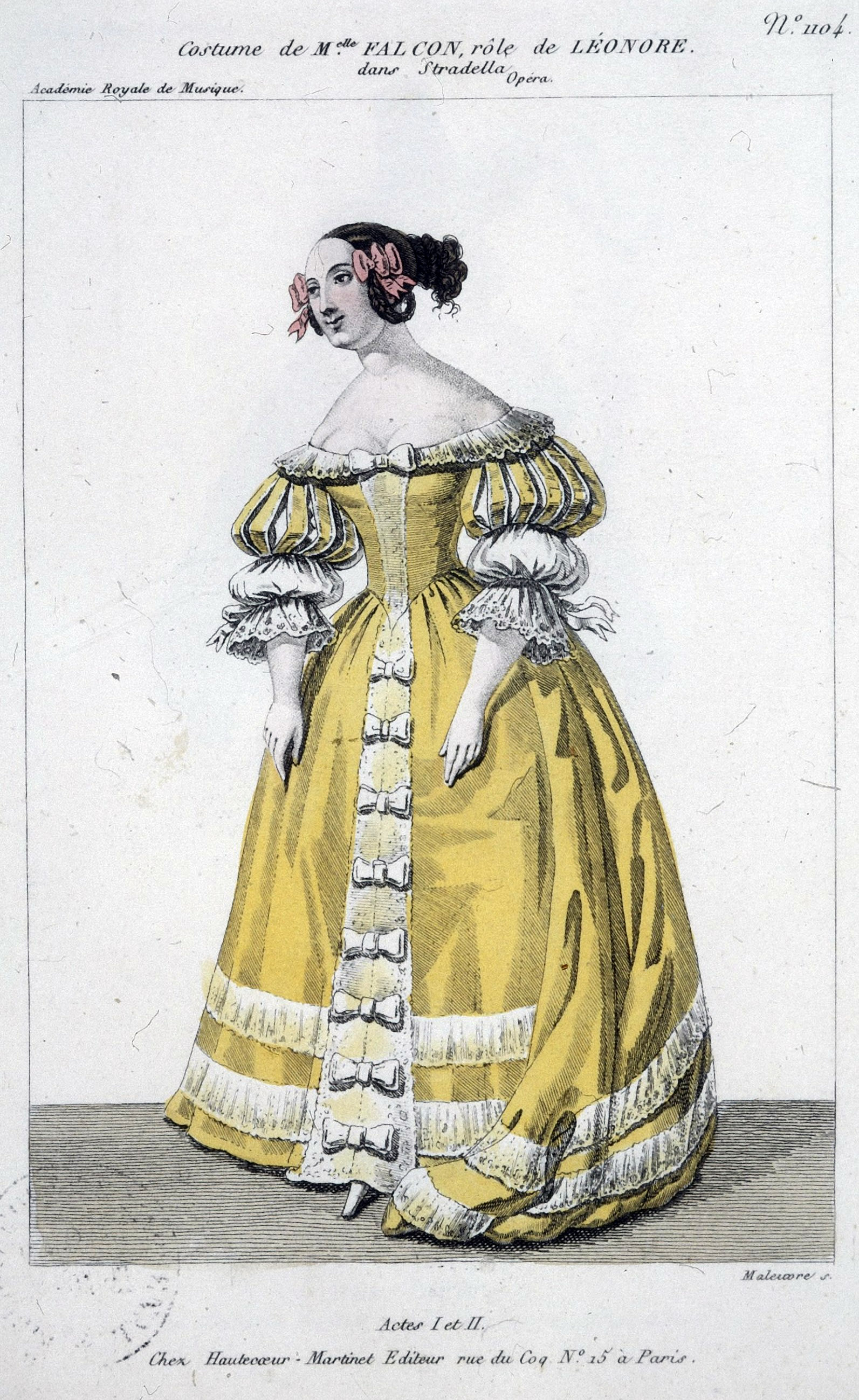
Kostymdesign till Cornélie Falcon i akterna I och II

| Roller                                                | Röststämma | Premiärbesättning, 3 mars 1837 | Premiärbesättning (3-aktsversion), september 1840 |
| ----------------------------------------------------- | ---------- | ------------------------------ | ------------------------------------------------- |
| Alessandro Stradella, maestro och sångare             | tenor      | Adolphe Nourrit                | Marié                                             |
| Léonor, ung föräldralös flicka, fästmö till Stradella | sopran     | Cornélie Falcon                | Rosine Stoltz                                     |
| Ginevra, mamma till Beppo                             |            | Gosselin                       | —                                                 |
| Hertigen av Pesaro, patricier och senator             | bas        | Prosper Dérivis                | Adolphe Alizard                                   |
| Spadoni, hertigens betjänt                            | bas        | Nicolas Levasseur              | Nicolas Levasseur                                 |
| Beppo, student och vän till Stradella                 | baryton    | Ferdinand Prévôt               | Mme Widemann                                      |
| Piétro, en inhyrd lönnmördare                         | tenor      | François Wartel                | François Wartel                                   |
| Michael, en inhyrd lönnmördare                        | baryton    | Jean-Étienne-Auguste Massol    | Jean-Étienne-Auguste Massol                       |
| En officer                                            |            | Charpentier                    | Ferdinand Prévôt                                  |
| Kör: medborgare, pilgrimer, gycklare, etc.            |            |                                |                                                   |

## Handling
Operan utspelas i Venedig och Rom, omkring 1660.
I akt I skyddar Stradella Léonor från hertigen av Pesaro. De planerar att fly tillsammans men hertigen återför Léonor. I akt II räddare Stradella Léono från hertigen genom att hota honom med en pistol. Akt III utspelas i Rom under stilla veckan, där Stradella ska sjunga tillsammans med pilgrimerna. Léonor avvisar ett frieri från hertigen framfört av Spadoni, som har hyrt in två mördare för att döda Stradella. Men Stradellas framförande av psalmen ('Pleure, Jérusalem') i kyrkan Santa Mara Maggiore rör dem så mycket att de tappar sina dolkar och flyr. I akt IV ska Stradella krönas med en lagerkrans för sin sång och gifta sig med Léonor. Men han tillfångatas av hertigen och förs till Venedig. I akt V blir hertigen Doge av Venedig och dömer Stradella till döden. Men han tvingas benåda honom efter böner från Léonor och folket.